# 作宮
作宮（さくのみや、元禄2年6月27日（1689年8月12日） - 元禄5年4月23日（1692年6月7日））は、江戸時代中期の日本の皇族。世襲親王家の常磐井宮（桂宮）第6代当主。霊元天皇の第9皇子。母は五条為庸の女の菅原経子。幼少は最初、正宮（まさのみや）で元禄4年（1691年）作宮に改称した。
元禄2年8月八条宮尚仁親王が継嗣となる王子のないまま薨去したため、父帝の命によって、親王の継嗣として同年10月宮家を相続し、常磐井宮の宮号を賜る。元禄4年上述のように作宮に改称するが、元禄5年4月23日薨去。4歳。法名は浄功徳院。
作宮については、宮家を継承しているが、宮家の屋敷に入っていなかったため、桂宮歴代に加えない場合もある。